# Agustín Irazoque
Agustín Ezequiel Irazoque (Córdoba, 16 novembre 1999) è un calciatore argentino, difensore del Barracas Central.

## Caratteristiche tecniche
È un difensore centrale.

## Carriera
Irazoque è cresciuto nel settore giovanile del Talleres (C), che ha lasciato nel gennaio del 2020 in favore di quello del Rosario Central. Nel gennaio del 2021 è stato acquistato dall'Alvarado, con cui ha debuttato nel calcio professionistico il 16 aprile seguente nell'incontro di Primera B Nacional vinto 1-0 contro il Temperley. Ha segnato il suo primo gol il 26 agosto del 2023, nel successo per 4-1 sul Nueva Chicago.
Il 3 gennaio 2024 ha firmato con il Barracas Central.

## Statistiche

### Presenze e reti nei club
Statistiche aggiornate al 1º gennaio 2025.
| Stagione                | Squadra                 | Campionato              | Campionato | Campionato | Coppe nazionali | Coppe nazionali | Coppe nazionali | Coppe continentali | Coppe continentali | Coppe continentali | Altre coppe | Altre coppe | Altre coppe | Totale | Totale | Totale |
| Stagione                | Squadra                 | Comp                    | Pres       | Reti       | Comp            | Pres            | Reti            | Comp               | Pres               | Reti               | Comp        | Pres        | Reti        | Pres   | Reti   |        |
| ----------------------- | ----------------------- | ----------------------- | ---------- | ---------- | --------------- | --------------- | --------------- | ------------------ | ------------------ | ------------------ | ----------- | ----------- | ----------- | ------ | ------ | ------ |
| 2021                    | Alvarado                | PBN                     | 17         | 0          | CA              | 0               | 0               | -                  | -                  | -                  | -           | -           | -           | 17     | 0      |        |
| 2022                    | Alvarado                | PBN                     | 29         | 0          | -               | -               | -               | -                  | -                  | -                  | -           | -           | -           | 29     | 0      |        |
| 2023                    | Alvarado                | PBN                     | 26         | 1          | -               | -               | -               | -                  | -                  | -                  | -           | -           | -           | 26     | 1      |        |
| Totale Alvarado         | Totale Alvarado         | Totale Alvarado         | 72         | 1          |                 | 0               | 0               |                    | -                  | -                  |             | -           | -           | 72     | 1      |        |
| 2024                    | Barracas Central        | PD                      | 1          | 0          | CA+CdL          | 1+4             | 0               | -                  | -                  | -                  | -           | -           | -           | 6      | 0      |        |
| 2025                    | Barracas Central        | PD                      | 0          | 0          | CA              | 0               | 0               | -                  | -                  | -                  | -           | -           | -           | 0      | 0      |        |
| Totale Barracas Central | Totale Barracas Central | Totale Barracas Central | 1          | 0          |                 | 5               | 0               |                    | -                  | -                  |             | -           | -           | 6      | 0      |        |
| Totale carriera         | Totale carriera         | Totale carriera         | 73         | 1          |                 | 5               | 0               |                    | -                  | -                  |             | -           | -           | 78     | 1      |        |